# Google Lively
Google Lively foi um ambiente virtual tridimensional baseado na Web produzido pelo Google Inc. similar ao software de mundo virtual Second Life. Na página aberta de download, os usuários são convidados a "Criar um avatar para poder conversar com amigos em suas salas criadas".
O programa foi desenvolvido pela engenheira do Google Niniane Wang, a qual dedicou 20% do seu tempo livre no Google ao projeto.
Lively foi compatível apenas com o Internet Explorer e Mozilla Firefox, utilizando o Windows XP ou Windows Vista. O programa foi desenhado para interagir com a Internet disponível atualmente oferecendo um novo meio de acesso a informações.
Os resultados do Google quanto ao Lively, no entanto, ficaram muito abaixo das expectativas. A empresa informou que manteria o serviço até o final de dezembro de 2008, retirando-o do ar ao final desse prazo o que efetivamente ocorreu.